# Canton de Calais-Sud-Est
Le canton de Calais-Sud-Est est une ancienne division administrative française située dans le département du Pas-de-Calais et la région Nord-Pas-de-Calais.

## Géographie
Ce canton est organisé autour de Calais dans l'arrondissement de Calais. Son altitude varie de 0 m (Calais) à 18 m (Calais) pour une altitude moyenne de 5 m.

## Histoire
- Canton créé en 1887 (loi du 13 mars 1887), en dédoublant le canton de Calais.

(Pour l'ancien canton de Calais, voir Canton de Calais-Nord-Ouest).
- En 1973, (décret du 16 août 1973), le canton de Calais-Sud-Est est dédoublé : création du canton de Calais-Centre et du canton de Calais-Est.

- En 1985 (décret du 24 décembre 1984), le canton de Calais-Sud-Est est recréé, en divisant les cantons de Calais-Centre, de Calais-Est et de Calais-Nord-Ouest.

### Conseillers généraux du canton de Calais Sud-Est (de 1887 à 1973)
| Période | Période          | Identité                    | Étiquette   | Qualité |
| ------- | ---------------- | --------------------------- | ----------- | --- |
| 1887    | 1889             | Alfred Delcluze (1857-1923) | POF         | Employé puis cabaretier, conseiller municipal de Calais                                                                             |
| 1889    | 1890 (démission) | Louis-Baptiste Guyot        |             | Médecin à Calais |
|         |                  |                             |             | |
| 1892    | 1898             | Eugène Foissey-Platiau      | Républicain | Cultivateur à Marck |
| 1898    | 1898 (démission) | Alfred Delcluze             | POF         | Ouvrier, conseiller municipal de Calais, député (1909-1914)                                                                         |
| 1898    | 1902 (décès)     | Pascal Gamblin              | Socialiste  | Commis-négociant à Calais |
| 1902    | 1910             | Edmond Basset               | Républicain | Fabricant de tulle Maire de Calais (1901-1908)                                                                                      |
| 1910    | 1923 (décès)     | Joseph Duquénoy-Martel      | RG          | Fabricant de tulle Maire de Calais (1919-1923)                                                                                      |
| 1923    | 1928             | Henri Levrai-Delgorgue      | SFIO        | Ouvrier tulliste puis Directeur-gérant de la coopérative ouvrière calaisienne                                                       |
| 1928    | 1934             | Marcel Vermeulen            | URD         | Propriétaire à Calais |
| 1934    | 1940             | Roger Vantielcke            | SFIO        | Instituteur Député (1936-1942) |
|         |                  |                             |             | |
| 1945    | 1949             | Georges Crespin             | SFIO        | Agent de maîtrise Adjoint au Maire de Calais                                                                                        |
| 1949    | 1952 (décès)     | Gaston Berthe               | SFIO        | Industriel dans le tulle Maire de Calais (1947-1952)                                                                                |
| 1952    | 1961             | Louis Châtillon             | SFIO        | Conducteur de chantiers de travaux publics Adjoint au Maire de Calais                                                               |
| 1961    | 1973             | Renée Langlet (1910-1986)   | PCF         | Ménagère puis sténodactylographe Conseillère municipale de Calais (1947-1959 et 1969-1977) Suppléante du député Jean-Jacques Barthe |

### Conseillers généraux du canton de Calais-Est (de 1973 à 1985)
| Période | Période | Identité       | Étiquette | Qualité |
| ------- | ------- | -------------- | --------- | --- |
| 1973    | 1979    | Renée Langlet  | PCF       | Ménagère puis sténodactylographe Conseillère municipale de Calais (1947-1959 et 1969-1977) Suppléante du député Jean-Jacques Barthe                 |
| 1979    | 1985    | Myriam Guffroy | PCF       | Ouvrière, puis employée à la section locale du PCF Conseillère municipale de Calais, conseillère régionale Suppléante du député Jean-Jacques Barthe |

### Conseillers généraux du canton de Calais-Sud-Est (de 1985 à 2015)
| Période | Période | Identité          | Étiquette | Qualité                                                                                          |
| ------- | ------- | ----------------- | --------- | ------------------------------------------------------------------------------------------------ |
| 1985    | 1998    | Roland Penin      | PCF       | Expert-comptable Adjoint au maire de Calais Ancien conseiller général du Canton de Calais-Centre |
| 1998    | 2015    | Marcel Levaillant | PCF       | Retraité Administrateur de Pas-de-Calais Habitat                                                 |

### Conseillers d'arrondissement du canton de Calais-Sud-Est (de 1887 à 1940)
Le canton de Calais-Sud-Est avait deux conseillers d'arrondissement.
| Période                                  | Période          | Identité                   | Étiquette                     | Qualité |
| ---------------------------------------- | ---------------- | -------------------------- | ----------------------------- | --- |
| 1887                                     | 1895             | Éloi Becquet               |                               | Maire de Marck                                                                                              |
| 1887                                     |                  | G. Banse-Cordier           |                               | Fabricant de tulle à Calais                                                                                 |
| 1895                                     | 1907             | Victor Paris               | Républicain                   | Maire de Marck                                                                                              |
| 1901                                     | 1902 (démission) | Edmond Basset (1852-1913)  | Républicain                   | Fabricant de tulle Maire de Calais (1901-1908)                                                              |
| 1901                                     | 1913             | Pierre Noyon               | Républicain                   | Ancien maire de Calais (1900-1901)                                                                          |
| 1901                                     | 1909             | M. Brunet                  | Républicain                   | Conseiller municipal de Calais                                                                              |
| 1902                                     | 1907             | M. Louchart-Gressier       | Radical                       | Négociant, Président de l'Union du commerce de Calais                                                       |
| 1909                                     | 1919             | Henri Saignes              | SFIO                          | Cafetier, adjoint au maire de Calais                                                                        |
| 1913                                     | 1919             | Louis-Joseph Martin        | SFIO                          | Fabricant de tulles à Calais                                                                                |
| 1919                                     | 1925             | René Parenty               | ALP                           | Négociant à Calais                                                                                          |
| 1919                                     | 1925             | M. Cadart                  | ALP                           | |
| 1925                                     | 1936 (démission) | Léon Vincent               | Concentration républicaine-RG | Chef d'entreprise, conseiller du commerce extérieur Député (1928-1936) Maire de Calais (1925-1934)          |
| 1925                                     | 1937             | Louis Melle                | SFIO                          | Enseignant à Calais                                                                                         |
| juin 1936                                | 1940             | André Gerschel (1880-1944) | SFIO                          | Commerçant tailleur, adjoint au maire de Calais Décédé à Auschwitz en 1944                                  |
| 1937                                     | 1940             | Gaston Noiret (1894-1974)  | SFIO                          | Instituteur à Calais                                                                                        |
| 1940                                     |                  |                            |                               | Les conseils d'arrondissement ont été suspendus par la loi du 12 octobre 1940 et n'ont jamais été réactivés |
| Les données manquantes sont à compléter. |                  |                            |                               | |

## Composition (1985-2015)
| Communes | Population (2012) | Code postal | Code Insee |
| -------- | ----------------- | ----------- | ---------- |
| Calais   | 77 333 (1)        | 62100       | 62193      |

(1) fraction de commune.

## Démographie
| 1962 | 1968 | 1975 | 1982 | 1990 | 1999 | 2009 |
| ---- | ---- | ---- | ---- | ---- | ---- | ---- |
| -    | -    | -    | -    | -    | -    | -    |